# Garra lissorhynchus
 Garra lissorhynchus és una espècie de peix de la família dels ciprínids i de l'ordre dels cipriniformes. Pot assolir fins a 7,4 cm de longitud total. Es troba a l'Índia.